# Bela Cerkev
Bela Cerkev je naselje u slovenskoj Općini Šmarješke Toplice. Bela Cerkev se nalazi u pokrajini Dolenjskoj i statističkoj regiji Jugoistočnoj Sloveniji. 

## Stanovništvo
Prema popisu stanovništva iz 2002. godine naselje je imalo 107 stanovnika.